# Fausta nigricornis
Fausta nigricornis är en tvåvingeart som beskrevs av Robineau-desvoidy 1863. Fausta nigricornis ingår i släktet Fausta och familjen parasitflugor.
Artens utbredningsområde är Frankrike. Inga underarter finns listade i Catalogue of Life.